# グレッグ・ブラウン
グレゴリー・ジェームズ・ブラウン3世 (Gregory James Brown III, 2001年9月1日 - )は、アメリカ合衆国・テキサス州オースティン出身のプロバスケットボール選手。ポジションはパワーフォワードまたはスモールフォワード。

## 経歴

### カレッジ
高校時代はバスケットボールとともに走り高跳びの選手としても活躍した。テキサス州のミスター・バスケットボールに選出されるなど高い評価を受け、複数の大学やGリーグからのオファーを受けた。その後、テキサス大学ロングホーンズに進学して平均9.3得点6.2リバウンドをマークしオールフレッシュマンチームに選出された。1シーズンのプレイを経て2021年のNBAドラフトへのアーリーエントリーを表明した。

### ポートランド・トレイルブレイザーズ
2021年7月29日に行われたドラフトでは全体43位でニューオーリンズ・ペリカンズに指名された。その後、将来のドラフト2巡目指名権と金銭との取引でポートランド・トレイルブレイザーズへとトレードされた。翌月12日にブレイザーズと正式に契約を結んだ。
10月23日のフェニックス・サンズ戦でNBAデビューを果たし、4得点、3リバウンドを記録し、チームは134-105で勝利した。
2023年2月9日にブレイザーズから解雇された。

### オンタリオ・クリッパーズ
3月2日にオンタリオ・クリッパーズとの契約に合意した。

### ダラス・マーベリックス
8月14日にダラス・マーベリックスと契約に合意し、10月21日にツーウェイ契約に合意した。このシーズン、チームはNBAファイナルまで進むが、ボストン・セルティックスに4勝1敗で敗れた。

## 個人成績

### NBA

#### レギュラーシーズン
| シーズン | チーム | GP | GS | MPG  | FG%  | 3P%  | FT%  | RPG | APG | SPG | BPG | PPG |
| -------- | ------ | -- | -- | ---- | ---- | ---- | ---- | --- | --- | --- | --- | --- |
| 2021–22  | POR    | 48 | 6  | 13.3 | .426 | .311 | .677 | 2.8 | .7  | .5  | .5  | 4.7 |
| 2022–23  | POR    | 16 | 0  | 5.8  | .393 | .143 | .417 | 1.2 | .2  | .3  | .3  | 1.8 |
| 2023–24  | DAL    | 6  | 0  | 6.6  | .455 | .333 | .444 | 1.5 | .7  | .0  | .7  | 2.5 |
| 通算     | 通算   | 70 | 6  | 11.0 | .424 | .296 | .616 | 2.3 | .6  | .4  | .5  | 3.8 |

### カレッジ
| シーズン | チーム   | GP | GS | MPG  | FG%  | 3P%  | FT%  | RPG | APG | SPG | BPG | PPG |
| -------- | -------- | -- | -- | ---- | ---- | ---- | ---- | --- | --- | --- | --- | --- |
| 2020–21  | テキサス | 26 | 24 | 20.6 | .420 | .330 | .708 | 6.2 | .4  | .6  | 1.0 | 9.3 |